# Dean Pullar
Dean Pullar (n. 11 mai 1973, Melbourne, Victoria, Australia) este un săritor în apă ce a reprezentat Australia, medaliat olimpic. A participat la 2 ediții ale Jocurilor Olimpice (2000, 2004) în care a câștigat o medalie de bronz.